# Pedro Solbes
Pedro Solbes Mira (ur. 31 sierpnia 1942 w Pinoso, zm. 18 marca 2023 w Madrycie) – hiszpański ekonomista, prawnik i polityk, parlamentarzysta, wicepremier i minister, od 1999 do 2004 komisarz europejski.

## Życiorys
Ukończył studia z zakresu ekonomii europejskiej na Université Libre de Bruxelles oraz prawo na Uniwersytecie Complutense w Madrycie. Na drugiej z tych uczelni uzyskał doktorat w zakresie nauk politycznych.
W latach 1968–1973 pracował jako urzędnik ministerstwa handlu zagranicznego w Walencji, następnie do 1978 był radcą handlowym w przedstawicielstwie Hiszpanii przy Wspólnotach Europejskich w Brukseli. W latach 1978–1979 pełnił funkcję doradcy ministra Leopolda Calvo-Sotelo, później do 1982 był dyrektorem generalnym ds. polityki handlowej w ministerstw gospodarki i handlu. Od 1982 do 1985 zajmował stanowisko sekretarza generalnego w resorcie gospodarki i finansów, biorąc aktywny udział w negocjacjach akcesyjnych Hiszpanii z Wspólnotami Europejskimi. W 1985 premier Felipe González powierzył mu funkcję sekretarza stanu ds. Europejskiej Wspólnoty Gospodarczej, którą pełnił do 1991.
Od lipca 1991 do lipca 1993 Pedro Solbes sprawował urząd ministra rolnictwa, rybołówstwa i żywności. Następnie do maja 1996 był ministrem gospodarki i finansów. W okresie 1996–1999 zasiadał z ramienia Hiszpańskiej Socjalistycznej Partii Robotniczej (PSOE) w Kongresie Deputowanych, niższej izbie Kortezów Generalnych.
We wrześniu 1999 wszedł w skład komisji Romano Prodiego jako komisarz ds. gospodarczych i walutowych. Stanowisko to zajmował do kwietnia 2004. Zrezygnował w związku z powołaniem w skład nowego rządu hiszpańskiego, na czele którego stanął José Luis Rodríguez Zapatero. Od tegoż miesiąca do kwietnia 2009 był drugim wicepremierem oraz ponownie ministrem gospodarki i finansów. Od 2008 do 2009 sprawował mandat deputowanego IX kadencji.
W 2011 wszedł w skład rady dyrektorów koncernu energetycznego Enel, a także został doradcą w Barclays.

## Odznaczenia
- Łańcuch Orderu Zasługi Cywilnej (Hiszpania, 2009)[6]
- Krzyż Wielki Orderu Karola III (Hiszpania, 1996)[7]
- Komandor z Gwiazdą Orderu Izabeli Katolickiej (Hiszpania, 1985)[8]